# 工业街道 (达拉特旗)
工业街道，是中国内蒙古自治区鄂尔多斯市达拉特旗下辖的一个乡镇级行政单位。

## 行政区划
2011年，增设工业街道，辖原树林召镇召北、北大、石化3个社区，辖区人口约3万人。
工业街道共辖以下地区：
召北社区、北大社区、石化社区和兴盛园社区。